# Castel Nuovo

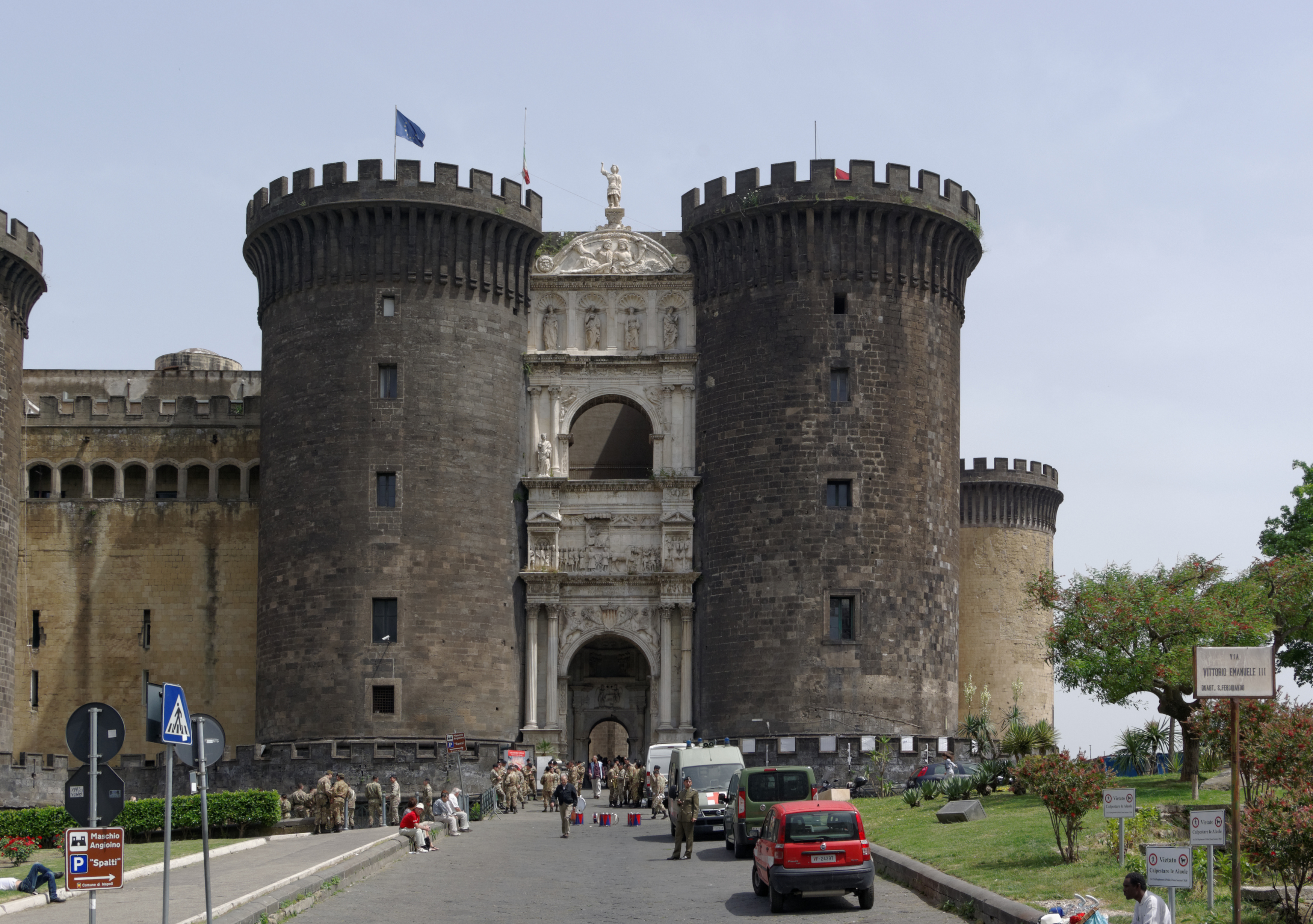
Castel Nuovo

O Castel Nuovo, também conhecido pelo nome de Maschio Angioino, é um castelo na cidade de Nápoles, na Itália.
Sua construção foi iniciada em 1279, por ordem de Carlos I de Anjou, sendo completada três anos mais tarde, mas permaneceu desabitado até 1285, quando foi ocupado por Carlos II de Nápoles. Sob o reinado de Roberto I de Nápoles o castelo foi ampliado e embelezado, tornando-se um centro de patronato artístico, mas em 1347 foi saqueado pela armada húngara, sendo gravemente danificado. Restaurado e fortificado por Joana I de Nápoles, tornou-se uma resistente fortaleza contra vários assédios subsequentes. Sob a dinastia aragonesa as estruturas foram renovadas. Afonso V de Aragão mandou construir um grande arco triunfal no pórtico, obra de Francesco Laurana. Depois do saque de Nápoles em 1494 pelos franceses, o castelo deixou de ser residência real e assumiu a função de fortaleza militar, voltando a ser ocupado pela realeza no século XVIII.